# سول-بريناز (آن)
سول-بريناز (بالفرنسية: Sault-Brénaz)‏ هي بلدية فرنسية تقع في إقليم الآن في فرنسا. رمز إنسي لها هو:1396. أما الرمز البريدي لها فهو: 1150.